# 1980 en Finlande
Chronologie de la Finlande
- 1976
- 1977
- 1978
- 1979
- 1980
- 1981
- 1982
- 1983
- 1984

Cette page concerne les évènements survenus en 1980 en Finlande :

## Sport
- Championnat de Finlande de football 1980
- Championnat de Finlande de hockey sur glace 1979-1980
- Championnat de Finlande de hockey sur glace 1980-1981
- 27 décembre 1979-2 janvier : Organisation du Championnat du monde junior de hockey sur glace à Helsinki.
- 13-24 février : Participation de la Finlande aux Jeux olympiques d'hiver à Lake Placid aux États-Unis.
- 19 juillet-3 août : Participation de la Finlande aux Jeux olympiques d'été à Moscou.

### Création
- Championnat de Finlande de football américain

- HooGee (en) (club)
- Korson Palloseura (club)

## Culture

### Sortie de film
- Cœur de feu
- Korpinpolska
- Milka : Un film sur les tabous

## Création
- Église Saint-Henri de Turku (inauguration)
- Gare de Koivukylä
- Iltalehti, journal.
- Tiede (magazine) (en)
- Visulahti (parc d'attraction)

## Naissance
- Arthur Franck (fi), réalisateur.
- Katja Hänninen (fi), personnalité politique.
- Heidi Kamutta (fi), sprinteuse.
- Niina Kelo (fi), heptathlète.
- Anu Koivisto (fi), nageuse.
- Marianna Kurtto (fi), poétesse.
- Marja Lappalainen (fi), auteur de bandes dessinées finlandais.
- Toivo Susi (fi), chanteur.
- Eriikka Väliahde (fi), actrice.
- Heidi Wiik (fi), joueuse de hockey sur glace.

## Décès
- Ilmari Ahonen (fi), architecte.
- Nils Fontell (fi), physicien.
- Lauri Härö (fi), sprinteur.
- Helle Hellberg (fi), écrivaine.
- Lauri Hyvämäki (fi), historien.
- Tuttu Jänis (fi), photographe.
- Kaarlo Mäkinen, lutteur.
- Juha Mannerkorpi (fi), écrivain.
- Untamo Utrio (fi), journaliste.
- Ragnar Ypyä (fi), architecte.
- Paavo Yrjölä, décathlète.